# أحمد محمد محمود (سياسي)
اللواء أحمد محمد محمود ( (بالصومالية: Axmed Maxamed Maxamuud)‏ سياسي صومالي، شغل منصب وزير الصحة في الصومال، في الفترة ما بين 17 يناير 2014 في حكومة رئيس الوزراء عبد الولي شيخ أحمد. خلفا للوزيرة مريم قاسم بعد تقسيم وزارتها المسماة (التنمية البشرية والخدمات العامة) إلى 6 حقائب وزارية من ضمنها وزارة الصحة وذلك في 17 يناير 2014  وباقي الوزارات هي وزارة التربية والتعليم، وزارة الثقافة والتعليم العالي (دُمجت لاحقا في وزارة التربية والتعليم)، وزارة العمل والشؤون الاجتماعية، وزارة المرأة وحقوق الإنسان، وزارة الرياضة والشباب، خلفه في المنصب بعد مرضه وزير السياحة السابق علي محمد محمود في 9 أغسطس 2014.